# 楊泰順
楊泰順（1953年—），中國文化大學政治系教授、前系主任，中國評論通訊社智庫。前台灣省議員。現任優傳媒《楊泰順看台灣》專欄作家。

## 生平
1994年中華民國省市長暨省市議員選舉，時任國立政治大學教授的楊泰順，代表新黨在台北縣參選台灣省議員，順利當選。
1996年，負責創辦台北縣新店童軍團。
1997年中華民國縣市長選舉，代表新黨參選臺北縣長，得票32,902，最終落選。
2009年7月，擔任中國文化大學代理校長。
2014年3月，在公視政論節目《有話好說》批評太陽花學運，並表示：「沒有國家會通過法律要有監督談判的條例」，但後來被黃國昌舉證反駁後，楊泰順則回應表示：「我回去就會去查」。結果經過查證，證明黃國昌所舉的「快審機制」事實上是國會出讓審核權給總統，並非真正的強化國會的監督功能，黃的論述只是片面之詞，楊泰順也因此將此國會出讓權力的過程撰寫為學術論文並登載於《國會季刊》。
2015年10月，在洪秀柱面臨換柱爭議時，出面力挺洪秀柱，並批評：「國民黨連同志都踐踏」。
2016年5月，中國國民黨團推舉楊泰順、葉慶元、林國正、唐湘龍擔任公共電視董監事審查委員。同年7月，楊泰順在審查公共電視第6屆董監事候選人時，認為滅火器樂團主唱楊大正並不適任董監事，因為楊大正曾公開以粗鄙的言詞辱罵朱立倫(要朱立倫去「吃X」)，不適格擔任公視董事。

## 選舉
- 1994年中華民國省市長暨省市議員選舉

### 1997年臺北縣長選舉

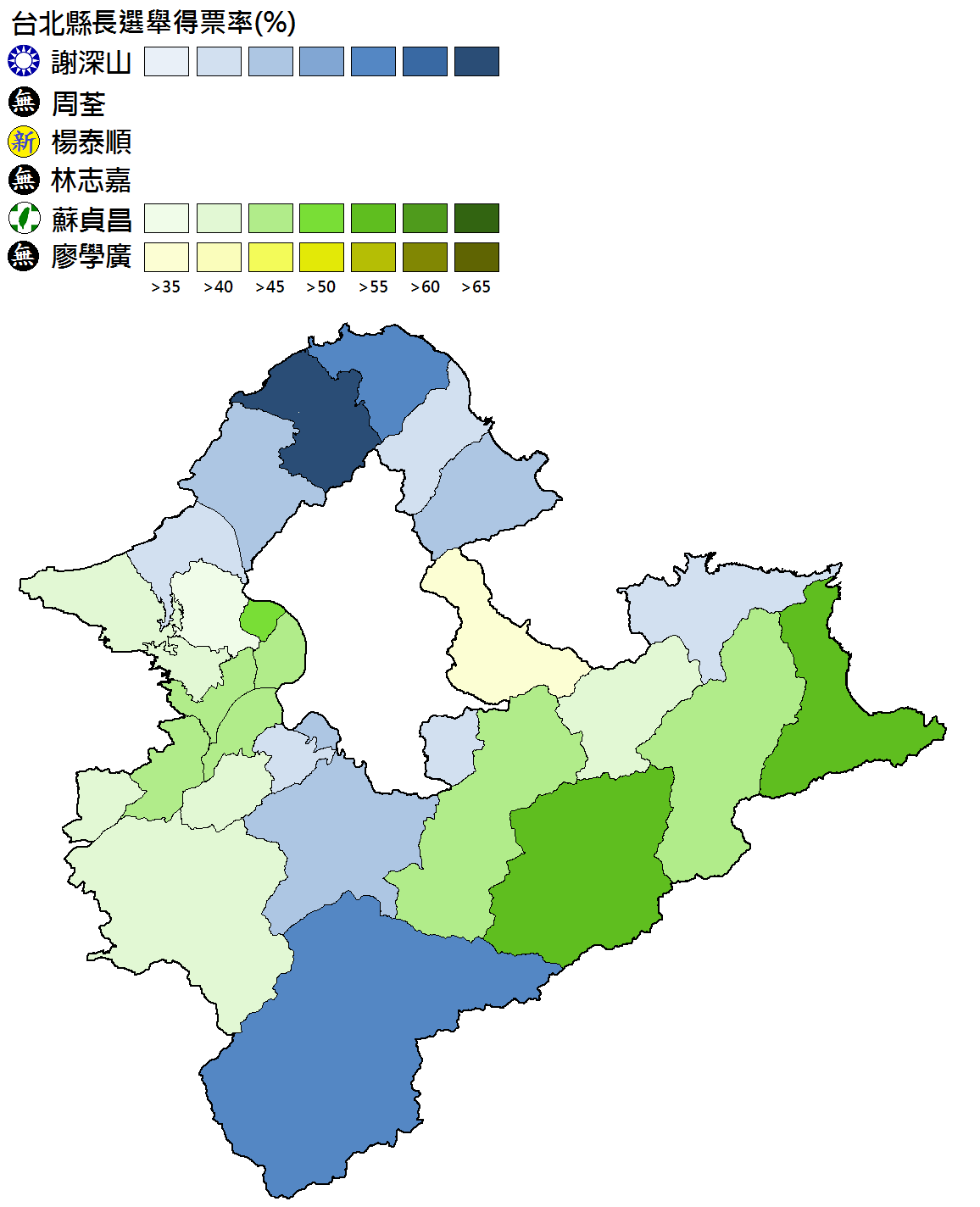
1997年台北縣長選舉

| 號次 | 黨籍       | 姓名   | 得票    | 得票率 | 當選 |
| ---- | ---------- | ------ | ------- | ------ | ---- |
| 1    | 中國國民黨 | 謝深山 | 543,516 | 38.67% |      |
| 2    | 無黨籍     | 周荃   | 32,373  | 2.30%  |      |
| 3    | 新黨       | 楊泰順 | 32,902  | 2.34%  |      |
| 4    | 無黨籍     | 林志嘉 | 154,590 | 11.00% |      |
| 5    | 民主進步黨 | 蘇貞昌 | 571,658 | 40.67% |      |
| 6    | 無黨籍     | 廖學廣 | 70,619  | 5.02%  |      |